# Bassopiano germanico
Il bassopiano germanico è una depressione abbastanza profonda che si trova nel centro-nord della Germania, più stretta nella zona occidentale, che ad est si allarga comprendendo l'intera area pianeggiante della Polonia. È la pianura più grande della Germania.

## Geografia fisica
Nel nord-ovest il bassopiano è caratterizzato da un territorio quasi del tutto pianeggiante. Nella costa nordica, toccata appunto dal bassopiano, è presente un importante filone di sabbia accumulata, che ha ricoperto un tratto di mare.
In questo tratto si crea il marsch, ecosistema molto simile a quello dei polder olandesi, caratterizzato dalla vegetazione che è riuscita a ricoprire il terreno sabbioso, creando un effetto molto caratteristico, anche mischiandosi con paludi e torbiere lì molto diffuse. In questa zona si trova il punto più basso dello Stato tedesco, il Wilstermarsch.
Il bassopiano germanico in alcuni punti si distingue per fertilità. Fa controtendenza la zona centrale, chiamata Geest, con una fertilità relativamente minore, di origine morenica.
Gli unici rilievi si trovano all'est dell'Elba, pur non essendo molto alti a causa dell'origine morenica e dell'elevata antichità di formazione del territorio tedesco: di fatto raggiungono a malapena i 200 metri. In questa zona orientale continua la pianura, caratterizzata da numerosi stagnetti acquitrinosi, i Bodden (cfr. I Buddenbrook: decadenza di una famiglia, famosa opera di Thomas Mann ambientata infatti a Lubecca).
Nonostante la non esagerata altezza delle colline i ghiacciai, ritirandosi, hanno formato numerosi laghi di acqua ghiacciata dall'aspetto particolarmente suggestivo. 

### Clima
Come nel resto della Germania il clima non è particolarmente caldo, a causa della collocazione nel nord dell'Europa.
Tuttavia la distinzione tra le due zone del bassopiano germanico (a est ed ovest dell'Elba) sotto il punto di vista climatico è netta.
A ovest del fiume il clima è mite d'inverno e d'estate, con picchi di 20 °C, caratterizzato dall'umidità proveniente dal mare, mitigato dalla corrente del Golfo.
A est, a causa della scarsissima influenza della suddetta corrente il cui passaggio è bloccato dalla penisola danese e da quella scandinava, il clima è più rigido con temperature molto basse in inverno e fresche in estate.
Ancora più ad est il clima risente dell'anticiclone russo-siberiano, con inverni freddi e caratterizzati da violente nevicate ed estati abbastanza calde.